# San Miguelito, Zihuatanejo de Azueta
San Miguelito är en ort i Mexiko.   Den ligger i kommunen Zihuatanejo de Azueta och delstaten Guerrero, i den södra delen av landet, 300 km sydväst om huvudstaden Mexico City. San Miguelito ligger 41 meter över havet och antalet invånare är 1 065.
Terrängen runt San Miguelito är kuperad norrut, men söderut är den platt. Runt San Miguelito är det glesbefolkat, med 19 invånare per kvadratkilometer. Närmaste större samhälle är Zihuatanejo, 12,2 km väster om San Miguelito. Omgivningarna runt San Miguelito är en mosaik av jordbruksmark och naturlig växtlighet.